# Illegal utvandring
Illegal utvandring innebär att en person förflyttar sig ur ett land, där lagen uttryckligen säger att detta beteende är kriminellt. Det kan dock vara lagligt att tillfälligt resa ur landet ifråga.
Ryssland lagstiftade om begränsningar av emigrationen två månader efter ryska revolutionen 1917, vilket medförde att sovjetrepublikerna förbjöd utvandring. Efter östblockets uppkomst ur länder ockuperade av Sovjetunionen under andra världskriget, införde även dessa länder liknande begränsningar.

## Östblocket

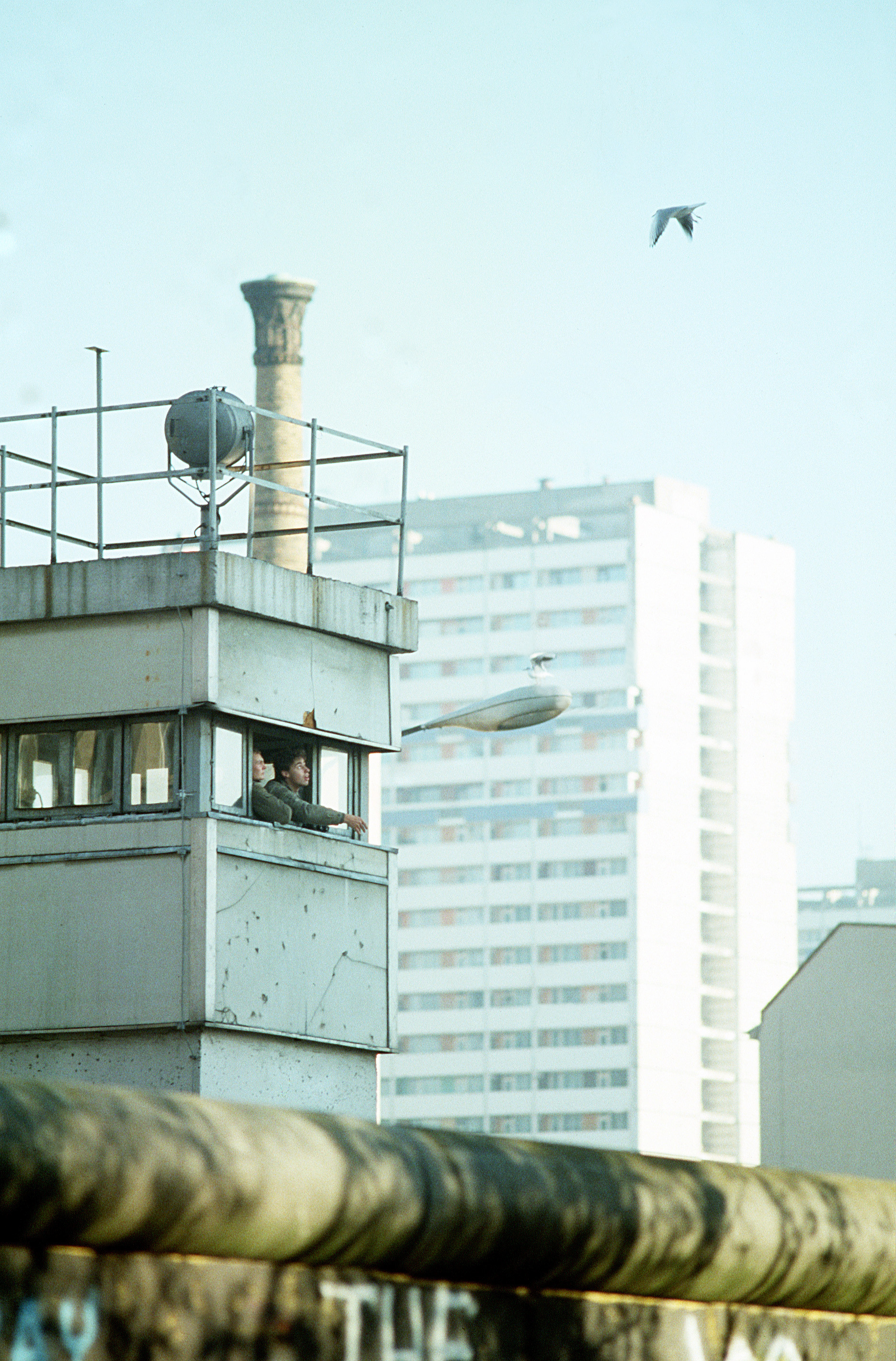
Berlinmuren med vakttorn.

Utvandring och utlandsresande var inte tillåtet utan uttryckligt tillstånd från staten och KGB. Människor som tilläts lämna landet blev kända som "refuseniks". Vid slutet av andra världskriget, började Sovjetunionen skapa Östblocket genom att skapa Sovjetrepubliker av områden som i  Molotov-Ribbentrop-pakten tillföll Tysklands intressen. Här fanns östra Polen (införlivat i två olika Sovjetrepubliker), Lettland (blev Lettiska SSR), Estland (blev Estniska SSR), Litauen (blev Litauiska SSR), delar av östra Finland (blev Karelsk-finska SSR) och norra Rumänien (blev Moldaviska SSR). Andra stater blev i praktiken sovjetiska satellitstater, som Folkrepubliken Polen, Folkrepubliken Ungern, Socialistiska republiken Tjeckoslovakien, Folkrepubliken Rumänien, Folkrepubliken Albanien, och senare Östtyskland ur den sovjetiska ockupationszonen i Tyskland.
Under det tidiga 1950-talet hade det sovjetiska kontrollsystemet börjat efterliknas i övriga östblocket (liksom i Kina, Mongoliet och Nordkorea). Fram till 1952 kunde gränserna mellan Östtyskland och de Västtyskland enkelt passeras på de flesta ställen. Följaktligen, före 1961, gick flyktvägen från öst till väst oftast från Östtyskland till Västtyskland, då över 3,5 miljoner östtyskar migrerade till Västtyskland före 1961, Den 13 augusti 1961 började Östtyskland plötsligt sätta upp taggtråd som skiljde Östberlin och Västberlin åt. Två dagar senare började polis och militära ingenjörer bygga en mer permanent betongmur.
I Östtyskland blev termen republikflykt använd för den som ville ge sig av till icke-kommuniststyrda stater. Ett propagandahäfte publicerat av SED beskrev allvaret med att "fly republiken", och förklarade att "lämna Östtyskland är en handling av politiskt och moraliskt bakåtsträvande och fördärv", och "arbetare runtom i Tyskland kommer kräva straff för de som i dag lämnar Tyska demokratiska republiken, den starka bastionen i kampen för fred, för att tjäna det tyska folkets dödsfiende, imperialisterna och militaristerna".
Bland berömda avhoppare finns Josef Stalins dotter Svetlana Allilujeva, Mig-25-piloten Viktor Belenko, FN:s assisterande generalsekreterare Arkadij Sjevtjenko, stormästaren i schack, Viktor Kortjnoj, balettstjärnorna Michail Barysjnikov, Natalia Makarova och Aleksander Godunov.  Bland berömda östtyska avhoppare finns Wolfgang Leonhard, östtyske soldaten Conrad Schumann som fotograferades då han hoppade rakt över Berlinmuren medan byggnadsarbetet pågick, och flera fotbollsspelare, bland andra Jörg Berger. Medierna rapporterade ofta bara om avhopp på "hög nivå", icke-framträdande avhopp förblev vanligtvis orapporterade.

## Kuba
Den kubanska staten förbjuder medborgarna att lämna Kuba eller återvända dit utan tillstånd från staten. I en översättning av den kubanska statsrätten som Human Rights Watch gjort, kan den som "utan tillstånd ger sig av eller deltar i förberedelser för att lämna nationellt territorium" sättas i fängelse på upp till tre år. Mellan 1985 och 1994 uppskattades antalet illegala utvandrare till 82 500, med ett tillägg på 7 500 för tiden fram till mitten av år 2000.
Även att diskutera illegal utvandring kan ge sex månaders fängelse.

## Portugal
Före 1974 var rätten att emigrera från Portugal begränsad av staten. 1933 års konstitution förklarade att 
"Staten har rätt och skyldighet att samordna och reglera det ekonomiska och sociala livet i nationen med målet att befolka nationella territorier, skydda utvandrare och disciplinera utvandringen". Staten försökte uppnå tre huvudmål med denna politik: möta arbetsmarknadens behov, säkerställa intressen i Afrika, och försäkra penningförsändelser från utvandrare. Minst 36 % av de portugisiska utvandrarna mellan 1950 och 1988 lämnade Portugal illegalt.

## Burma
Enligt Human Rights Watch har den burmesiska staten strängt begränsat antalet muslimer som får åka till Mekka för hajjpilgrimsfärden. Muslimerna menar att de fortfarande har problem med att få pass för utlandsresor.

## Tunisien
I Tunisien omkring 2001 fortsatte myndigheterna att förvägra pass åt regimkritiker, politiska fångars familjemedlemmar samt utvandrade aktivister.

## Iran
Det är olagligt för en iransk kvinna att lämna landet utan skriftlig tillåtelse ifrån antingen hennes make eller, om hon är ogift, en manlig släkting. En kvinna, oavsett tidigare nationalitet, blir automatiskt iransk medborgare då hon gifter sig med en iransk man, och är därmed utsatt för dessa begränsningar.[källa behövs]
Betty Mahmoody, gift med iraniern Sayyed Bozorg Mahmoody, fastnade i Iran när hennes man under en två veckors semester bestämde att de skulle stanna där. Hon flydde till Turkiet med hjälp av människosmugglare, eftersom hon inte lagligt kunde lämna Iran utan att först skilja sig från sin man. Om hon skiljt sig från sin man hade han fått ensam vårdnad av deras dotter, Mahtob. Betty Mahmoody skrev boken Inte utan min dotter om händelserna, som också filmatiserats i den Pulitzernominerade filmen med samma namn.

## Fiktion
- I filmen Sound of Music flyr familjen Georg von Trapp 1938 från nazisterna i Österrike och beger sig i hemlighet över Alperna till Schweiz[27]